# Isonychus hiekei
Isonychus hiekei är en skalbaggsart som beskrevs av Frey 1965. Isonychus hiekei ingår i släktet Isonychus och familjen Melolonthidae. Inga underarter finns listade i Catalogue of Life.